# 四十雀
《四十雀》是日本漫畫家坂井惠理的作品。於月刊《JOUR》中不定期更新。2022年被東京電視台改編爲電視劇，主演爲山口紗彌加。於電視劇24，每週六深夜0時12分起播出。

## 故事大綱
漫畫家綿貫忍出道20年，在推出自己的作品的同時，擔任著名漫畫家杜殿津瑪莉的助手。由於全家需要遷往埼玉縣，忍打算辭去工作和放棄當漫畫家的夢想。一天，忍收到了編輯部的電話，告訴她10多年前的作品在網上紅了起來，希望她能推出新作品。忍因此在社交媒體上招募助手，遇上了橘千秋。
不久後，忍發現千秋的態度開始有變化，經常有意無意接近自己。千秋在和忍相處的期間，發現她正是影響自己成長的人。忍也對千秋產生了漫畫家和助手外的情感...

## 登場角色
- 綿貫忍 / 佐佐木忍（39→46）：山口紗彌加

漫畫家，曾經是杜殿津瑪莉的助手。出道筆名是「佐佐木忍」，其後改為「佐佐木蜜柑」。因為10多年前的作品「地獄的熱香餅」突然紅了起來，決定重新推出新作。
雖然喜歡千秋，但是放不下家庭和兒子，選擇了離開。5年後成為人氣漫畫家，被稱為「純愛不倫的女王」。
和洋平離婚後，曾經接受岡野的求婚，但是最後選擇了千秋。
- 橘千秋（22→28）：板垣李光人

曾經是著名漫畫家大宮的助手，在社交媒體上看到忍招募助手而前來應徵。一開始抱著復仇心態接近忍，後來得知對方是自己喜歡的漫畫家後，從恨意轉化成愛意。
後來以自己學生時期的援交經歷作為題材，成功出道，只是沒有紅起來。
5年後和忍相遇後，再次和她表明心意，最後兩人成為情侶。
- 綿貫洋平（52→58）：宮崎吐夢

忍的丈夫，比她大12年。曾在兒子剛出生時有外遇，把家中所有家事理所當然地交給忍打理。
在身體不適倒下的5年後，成為家庭主夫。
被忍提出離婚，並打算和酒館的老闆娘涼子發展，但是被其騙去大部分金錢。
- 綿貫悠太：田代輝

忍和洋平的兒子，中學生，就讀都內的私立中學。比丈夫洋平更關心忍。
5年後，獨自前往大阪就讀大學，和父母分開生活，鼓勵忍主動尋找屬於自己真正的幸福。
- 杜殿津瑪莉：入山法子

有名氣的漫畫家，忍曾經擔任其助手。同時是她的傾訴對象。
- 御子柴涼子：和田光沙

酒館老闆娘。
- 橘冬子：酒井若菜

千秋的母親。自理能力低，把日常家務都交給千秋。昔日把還小的千秋獨留在家，外出和男人玩耍。
依賴千秋的照顧，最後選擇放手，讓兒子尋找想要的生活。
- 山口星宙：榊原有那

千秋的青梅竹馬，單方面暗戀千秋。
5年後，已婚育有一子。
- 紺野三尋：山口麻友 （第7集 - 第12集）

千秋的同居室友，單方面喜歡千秋
和千秋有著相似的經歷，因對方帶望能夠拯救自己，收留她並暫住在其家中。
離開千秋的家後，暫住在忍的工作室。其後在展覽中結識到朋友並找到自己的目標，離開前鼓勵千秋不要放棄漫畫和忍。
- 岡野克巳（45）：池内博之 （第7集 -第12集）

忍的前男友和同級生，5年後再次和忍遇上，成為她的工作拍檔。後來主動追求忍，是她的第二位外遇對象。
同時是千秋的工作拍檔，希望他能推出出道作的續集。
曾經向忍求婚並得到她的答應，但是最後對方選擇了千秋。

## 製作團隊
- 原作：坂井惠理
- 編劇：開真理
- 導演：大九明子、成瀬朋一、上田迅
- 製作人：祖父江里奈、北川俊樹、高橋優子
- 片頭曲：RöE〈ニードル〉[2]
- 片尾曲：SpendyMily〈後悔〉[3]
- 製作著作：四十雀製作委員會

## 播出日程
| 集數   | 播出日期 | 日文標題 | 導演     |
| ------ | -------- | -------- | -------- |
| 第1話  | 1月08日  |          | 大九明子 |
| 第2話  | 1月15日  |          | 大九明子 |
| 第3話  | 1月22日  |          | 大九明子 |
| 第4話  | 1月29日  |          | 成瀬朋一 |
| 第5話  | 2月05日  |          | 成瀬朋一 |
| 第6話  | 2月12日  |          | 大九明子 |
| 第7話  | 2月19日  |          | 大九明子 |
| 第8話  | 2月26日  |          | 上田迅   |
| 第9話  | 3月05日  |          | 上田迅   |
| 第10話 | 3月12日  |          | 大九明子 |
| 第11話 | 3月19日  |          | 大九明子 |
| 第12話 | 3月26日  |          | 大九明子 |

## 外部連結
- 官方网站（日語）
- 四十雀的X（前Twitter）（日語）

| 日本 東京電視台 電視劇24                     | 日本 東京電視台 電視劇24                   | 日本 東京電視台 電視劇24 |
| -------------------------------------------- | ------------------------------------------ | ------------------------ |
|                                              | 四十雀 （2022年1月8日－2022年3月26日）     |                          |
| 療傷小酒館 （2021年10月9日－2021年12月25日） | 白飯修行僧 （2022年4月9日－2022年6月25日） |                          |